# Lusarat
 (mai 2023).
Si vous disposez d'ouvrages ou d'articles de référence ou si vous connaissez des sites web de qualité traitant du thème abordé ici, merci de compléter l'article en donnant les références utiles à sa vérifiabilité et en les liant à la section « Notes et références ».
Lusarat (en arménien Լուսառատ ; avant 1968 : Khor Virap) est une communauté rurale du marz d'Ararat en Arménie. Elle compte autour de 3 000 habitants, et accueille le monastère de Khor Virap.

## Géographie
Lusarat est une commune arménienne située proche de la frontière entre l'Arménie et la Turquie, dans le marz d'Ararat.
Le monastère de Khor Virap est situé sur son territoire.

## Démographie
En 2008, la commune compte 2 780 habitants.